# Aeroportul Kaédi
Aeroportul Kaédi (IATA: KED, ICAO: GQNK) este un aeroport din Mauritania ce deservește zona Kaédi. A fost numit după zona deservită.
Situat la o altitudine de 22 m, aeroportul dispune de o singură pistă.